# Trần Tử Hàm
Trần Tử Hàm (sinh ngày 2 tháng 4 năm 1978), trước đây gọi là Trần Sa Sa, là một nữ diễn viên Trung Quốc. Cô tốt nghiệp Học viện Điện ảnh Bắc Kinh.

## Tiểu sử
Hầu hết các nguồn tham khảo đều ghi chép Trần Tử Hàm sinh vào ngày 2 tháng 4 năm 1978, tuy nhiên một nguồn lại cho rằng cô sinh vào ngày 2 tháng 4 năm 1975.

## Phim

### Phim điện ảnh
| Năm  | Tên                            | Tên gốc            | Vai            | Nguồn |
| ---- | ------------------------------ | ------------------ | -------------- | ----- |
| 1996 | Dục huyết Thái Hành            | 浴血太行           | Nữ học sinh    |       |
| 1997 | Gia hòa vạn sự hưng            | 家和万事兴         | Đàm Toa Toa    |       |
| 1998 | Báo ứng                        | 报应               |                |       |
| 1999 | Ma kính quái đàm               | 怪谈之魔镜         | Vương Tiểu Tả  |       |
| 1999 | Thái thái Lý Tri Phàm          | 李知凡太太         | Hồ Hạnh Phân   |       |
| 2005 | Chế tạo minh tinh              | 明星制造           | Tiều phàm      |       |
| 2007 | An tiên sinh, sinh nhật vui vẻ | 生日快樂!安先生    | Triệu Na       | [ 4 ] |
| 2010 | Đặc cảnh anh hùng              | 特警英雄           | Diệp Phong     | [ 5 ] |
| 2011 | Quân lệnh như núi              | 杨门女将之军令如山 | Dương Duyên Kỳ | [ 6 ] |
| 2012 | Địa vực vô môn                 | 地域无门           | Hạ Mộng        | [ 7 ] |
| 2018 | Kẻ đánh cắp giấc mơ            | 盗梦者             |                | [ 8 ] |

### Phim truyền hình
| Năm  | Tên                                  | Tên gốc            | Vai diễn                  | Nguồn         |
| ---- | ------------------------------------ | ------------------ | ------------------------- | ------------- |
| 1996 | Đông Chu liệt quốc - Xuân Thu thiên  | 东周列国春秋篇     | Chân Nga                  |               |
| 1997 | Nông bản đa tình                     | 侬本多情           | Dương Minh                |               |
| 1997 | Vinh dự chí cao                      | 至高荣誉           | Bích Ngọc                 |               |
| 1997 | Truyền kỳ nhân sinh                  | 传奇人生           | Lưu Thải                  |               |
| 1997 | Lục Dã chi luyến                     | 绿野之恋           | Lâm Chân                  |               |
| 1997 | Cùng một bầu trời xanh               | 同一片蓝天         | Khổ Nữu                   |               |
| 1998 | Nữ tuần án                           | 女巡按             | Mã Điềm Điềm              |               |
| 1998 | Trư Bát Giới xuân phong đắc ý        | 春风得意猪八戒     |                           |               |
| 1998 | Tuyệt địa thương lang                | 绝地苍狼           | Lai Hỉ                    |               |
| 1998 | Kim Dung đại phong bạo               | 金融大风暴         | Phương Minh               |               |
| 1999 |                                      | 无情海峡有情天     | Ôn Tố Lâm                 |               |
| 1999 | Cuộc sống của chúng ta               | 我们的生活         | Đinh Nam Nam              |               |
| 2000 | Nhân quỷ tình duyên                  | 人鬼情缘           | Hoạn nương                |               |
| 2000 | Ngọa hổ tàng long                    | 卧虎藏龙           | Tạ Tiêm nương             |               |
| 2000 | Tiếu ngạo giang hồ                   | 笑傲江湖           | Lam Phượng Hoàng          |               |
| 2000 | Bắc nam một nhà                      | 南北一家亲         | Vưu Nhu                   |               |
| 2001 | Đại Hán thiên tử                     | 大汉天子           | Bình Dương Công chúa      |               |
| 2001 | Tình định Bắc Phi                    | 情定北非           | Quách Mẫn                 |               |
| 2001 | Nhất đại danh kỹ Tổ Tiểu Tiểu        | 一代名妓苏小小     | Hoàn Tố                   |               |
| 2001 | Như hình với bóng                    | 如影随形           | Lâm Hồng                  |               |
| 2001 | Khí xa thành                         | 汽车城             | Phan Hân Minh             |               |
| 2002 | Nói dối                              | 谎言               | Xia Haozhen               |               |
| 2003 | Ỷ Thiên Đồ Long Ký                   | 倚天屠龙记         | Ân Ly (Chu Nhi)           | [ 9 ]         |
| 2003 | Thiến nữ u hồn                       | 倩女幽魂           | Thượng Quan Ngọc Nhi      |               |
| 2003 | Tiểu viện phi thường                 | 非常小院           | Cát Tiểu Ngư              | [ 10 ]        |
| 2004 | Hồng Hài Nhi                         | 红孩儿             | Tiểu Ly                   |               |
| 2004 | Tôi yêu Chung Vô Diệm                | 我爱钟无艳         | Hạ Nghênh Xuân            | [ 11 ]        |
| 2004 | Luật chính giai nhân                 | 律政佳人           | Trần Bích Nhu             |               |
| 2005 | Đứng ở sau lưng người                | 站在你背后         | Chi Hanxiang              | [ 12 ]        |
| 2005 | Yêu phải thiên sứ                    | 爱上天使           | Đường bảo Lâm             | [ 13 ]        |
| 2006 | Bạch Xà truyện                       | 白蛇传             | Thanh Xà                  | [ 14 ]        |
| 2006 | Thần điêu đại hiệp                   | 神雕侠侣           | Quách Phù                 | [ 15 ]        |
| 2006 | Nữ cảnh sát phi thường               | 非常女警           | Trần Nam                  | [ 16 ]        |
| 2006 | Vết thương lòng (True Blood)         | 雪在烧             | La Nhu                    | [ 17 ]        |
| 2007 | Binh pháp tình yêu                   | 恋爱兵法           | Âu Dương Minh Minh        | [ 18 ]        |
| 2008 | Hồ sơ màu xanh                       | 蓝色档案           | A Văn                     | [ 19 ]        |
| 2008 | Diên An trừ gian                     | 延安锄奸           | Yến Tây                   | [ 20 ]        |
| 2008 | Ngôi nhà đẫm máu                     | 滴血深宅           | Cách cách (vai khách mời) | [ 21 ]        |
| 2008 | Đằng sau lòng tốt                    | 善良背后           | Dương Linh                | [ 22 ]        |
| 2009 | Thượng Hải trừ gian                  | 上海锄奸           |                           | [ 23 ]        |
| 2009 | Hoa hồng đen                         | 黑玫瑰             | Lê Tử Hạm                 | [ 24 ]        |
| 2010 | Chúng ta hướng về phía mặt trời      | 我们队伍向太阳     | Trà Đóa                   | [ 25 ]        |
| 2010 | Thần Thoại                           | 神话               | Lã hậu                    | [ 26 ]        |
| 2010 | Hoạt phật Tế Công                    | 活佛济公           | Yên Chi                   | [ 27 ] [ 28 ] |
| 2009 | Chỉ muốn dựa vào em                  | 就想赖着你         | Đinh Hủy Phàm             | [ 29 ]        |
| 2012 | Mật sử                               | 密使               | La Mỹ Tuệ                 | [ 30 ]        |
| 2012 | Lê minh tuyệt sát                    | 黎明绝杀           | Diệp Tử                   | [ 31 ]        |
| 2012 | Chuyện xưa Đông Bắc                  | 东北往事           | Khang Điền Huệ Tử         | [ 32 ]        |
| 2012 | Sưu thần ký                          | 搜神记             | Hương Dược                | [ 33 ]        |
| 2012 | Hoạt phật Tế Công 3                  | 活佛济公3          | Yên Chi                   | [ 34 ]        |
| 2012 | Mẹ, mẹ đang ở đâu                    | 妈妈你到底在哪里   | Chương Nhược Vân          | [ 35 ]        |
| 2013 | Cuộc đời hạnh phúc                   | 天天有喜           | Bai Lanying               | [ 36 ]        |
| 2013 | Mỹ nhân quý                          | 美人季             | Vai khách mời             | [ 37 ]        |
| 2013 | Đối diện với tình yêu                | 爱情面前谁怕谁     | La Mỹ Kỳ                  | [ 38 ]        |
| 2013 | Thiên long bát bộ                    | 天龙八部           | Mẹ của Kiều Phong         | [ 39 ]        |
| 2014 | Liệp ma                              | 猎魔               | Lý Mộng Vân               | [ 40 ]        |
| 2014 | Ông bà Thổ địa                       | 土地公土地婆       | Khương Thu Liên           | [ 41 ]        |
| 2014 | Một chén thiên hạ                    | 天下一碗           | Mông Tử Tuệ               | [ 42 ]        |
| 2014 | Cổ kiếm kỳ đàm                       | 古剑奇谭           | Hồng Ngọc                 | [ 43 ]        |
| 2014 | Tân Hoạt phật Tế Công                | 新济公活佛         | Trương Uyển Nhu           | [ 44 ]        |
| 2014 |                                      | 我姥爷1945         | Lưu Di Nhiên              | [ 45 ]        |
| 2014 | Thần điêu đại hiệp                   | 神雕侠侣           | Thu Ý Nùng                | [ 46 ]        |
| 2015 | Singles Villa                        | 只因单身在一起     | Nhâm Tiêu Tiêu            | [ 47 ]        |
| 2015 | Cực phẩm tân nương                   | 极品新娘           | Thái Hậu                  |               |
| 2015 | Kim sai điệp ảnh                     | 金钗谍影           | Đoan Mẫn Quận chúa        | [ 48 ]        |
| 2015 | Đệ nhất tung đội                     | 第一纵队           | Giản Di                   | [ 49 ]        |
| 2016 | Cuộc sống hạnh phúc 2                | 天天有喜之人间有爱 | Vương Kim Châu            | [ 50 ]        |
| 2016 | Lưu Hải hí Kim Thiềm                 | 刘海戏金蟾         | Hồ Tú Anh                 | [ 51 ]        |
| 2016 | Nhiệm vụ bất khả thi                 | 不可能完成的任务   | Thượng Quan Ngọc          | [ 52 ]        |
| 2016 | Bán yêu khuynh thành                 | 半妖倾城           | Hoa Nguyệt Nùng           | [ 53 ]        |
| 2016 | Hoan hỉ mật thám                     | 欢喜密探           | Hồng Bát Nữu              | [ 54 ]        |
| 2016 | Hoa tai ngọc trai                    | 珍珠耳环           | Yên Chi / Lâm Bích Quân   | [ 55 ]        |
| 2016 | Bán yêu khuynh thành 2               | 半妖倾城第二季     | Hoa Nguyệt Nùng           |               |
| 2018 | Tố thủ già thiên                     | 素手遮天           | Hoàng hậu                 | [ 56 ]        |
| 2018 | 24 giờ                               | 限定24小时         | Anh Hi                    | [ 57 ]        |
| 2018 | Dạ Thiên Tử                          | 夜天子             | Nhã Phu nhân              | [ 58 ]        |
| 2019 | Trọng Nhĩ truyện                     | 重耳传             | Chu Vương cơ              | [ 59 ]        |
| 2019 | Mạt Lị                               | 茉莉               | Diệp Mạt Lỵ               | [ 60 ]        |
| 2020 | Tôi không phải nghiện mua sắm        | 我不是购物狂       | Nghiêm Yên Nhiên          | [ 61 ]        |
| 2020 | Chỉ hỏi kiếp này lưu luyến biển xanh | 只问今生恋沧溟     | Lao Lao                   |               |
| 2021 | Sơn Hà Lệnh                          | 山河令             | Quỷ Hỷ tang               |               |
| 2021 | Ngọc Lâu Xuân                        | 玉楼春             | Trương Phu nhân           |               |
| TBA  | Hồng trần lệ ảnh                     | 红尘丽影           | Mộ Dung Liên              |               |
| TBA  | Đại mạc Phiêu kỵ: Hoắc Khứ Bệnh      | 大漠骠骑—霍去病    | Vệ Tử Phu                 | [ 62 ]        |
| TBA  | Tương tín ái                         | 美丽的诱惑         | Zhang Mei                 |               |
| TBA  | Lãnh ái nhiệt luyến                  | 冷爱热恋           | Tang Na                   | [ 63 ]        |
| TBA  | Điền Tứ Xuyên                        | 填四川             |                           |               |
| TBA  | Na Tra và Dương Tiển                 | 哪吒与杨戬         | Ân Liên Hoa               | [ 64 ]        |
| TBA  | Thập lý đương trường thập niên hoa   | 十里洋场拾年花     | Lâm Nhược Ninh            |               |
| TBA  | Hồi lang đình                        | 回廊亭             | Cao Thi Diệu              | [ 65 ]        |